# Circonscription de Ye'ede Wiha
La circonscription de Ye'ede Wiha est une des 135 circonscriptions législatives de l'État fédéré Amhara, elle se situe dans la Zone Est Godjam. Sa représentante actuelle est Fantaye Wondim Lakew.